# Ojo de Agua, Tianguistengo
Ojo de Agua är en ort i Mexiko.   Den ligger i kommunen Tianguistengo och delstaten Hidalgo, i den sydöstra delen av landet, 150 km norr om huvudstaden Mexico City. Ojo de Agua ligger 1 785 meter över havet och antalet invånare är 103.
Terrängen runt Ojo de Agua är huvudsakligen kuperad, men västerut är den bergig. Runt Ojo de Agua är det ganska tätbefolkat, med 72 invånare per kvadratkilometer. Närmaste större samhälle är Zacualtipán, 7,2 km söder om Ojo de Agua. I omgivningarna runt Ojo de Agua växer i huvudsak städsegrön lövskog.